# Liste der Naturdenkmale in Wabern (Hessen)
Die Liste der Naturdenkmale in Wabern (Hessen) nennt die im Gebiet der Gemeinde Wabern im Schwalm-Eder-Kreis in Hessen gelegenen Naturdenkmale.
| Bild            | Bezeichnung        | Ortsteil, Lage                             | Beschreibung                                        | Art     | Nr.     |
| --------------- | ------------------ | ------------------------------------------ | --------------------------------------------------- | ------- | ------- |
| Fotos hochladen | 1 Eiche            | Wabern 51° 6′ 7″ N, 9° 21′ 0,6″ O          | vor dem Bürgermeisteramt                            | Eiche   | 634.875 |
| Fotos hochladen | 2 Platanen         | Falkenberg 51° 4′ 4,5″ N, 9° 24′ 25,5″ O   | südöstlich des Sportplatzes Waldeingang am Weinberg | Platane | 634.876 |
| Fotos hochladen | Lindengruppe       | Harle 51° 5′ 58,3″ N, 9° 23′ 39,2″ O       | am Wasserhochbehälter                               | Linde   | 634.877 |
| Fotos hochladen | 1 Linde, Dorflinde | Rockshausen 51° 4′ 40,7″ N, 9° 24′ 38,2″ O | nördlicher Dorfausgang                              | Linde   | 634.879 |
| Fotos hochladen | 1 Linde            | Unshausen 51° 5′ 1,5″ N, 9° 22′ 32,5″ O    | auf der Hermannsburg (Lutherlinde von 1883)         | Linde   | 634.880 |
| Fotos hochladen | 1 Eiche            | Zennern 51° 6′ 36,7″ N, 9° 18′ 30,6″ O     | Wegegabelung                                        | Eiche   | 634.881 |

## Belege
1. ↑  Anlage: Tabelle 3 - Naturdenkmale im Schwalm-Eder-Kreis. (PDF; 7,45 MB) der 2. Verordnung zur Änderung der Verordnung zum Schutze der Naturdenkmale im Schwalm-Eder-Kreis vom 28. 04. 1986, zuletzt geändert durch Verordnung vom 8. Mai 2007. Der Kreisausschuss des Schwalm-Eder-Kreises, 17. Dezember 2008, S. 30, abgerufen am 7. Februar 2017.

- Karte mit allen Koordinaten:
- OSM |
- WikiMap